# Habromys lophurus
Habromys lophurus är en däggdjursart som först beskrevs av Wilfred Hudson Osgood 1904.  Habromys lophurus ingår i släktet Habromys och familjen hamsterartade gnagare. IUCN kategoriserar arten globalt som nära hotad. Inga underarter finns listade i Catalogue of Life.
Individerna blir 9,5 till 11,5 cm långa (huvud och bål), har en 9,2 till 11,5 cm lång svans och 2,2 till 2,5 cm långa bakfötter. Vikten är 24 till 31 g och öronen är 1,7 till 1,9 cm stora. Pälsen på ovansidan är ljus orangebrun till tanfärgad och på undersidan förekommer vitaktig päls. Håren som bildar pälsen är nära roten mörka. Hos Habromys lophurus har öronen och svansen en mörk färg.
Denna gnagare förekommer i södra Mexiko, i Guatemala och i angränsande områden av El Salvador. Arten vistas i bergstrakter mellan 1900 och 3100 meter över havet. Habitatet utgörs av skogar med ek och barrträd som kännetecknas av många epifyter och mossor. Individerna är aktiva på natten. De går på marken och klättrar ibland i växtligheten.